# オートオークション

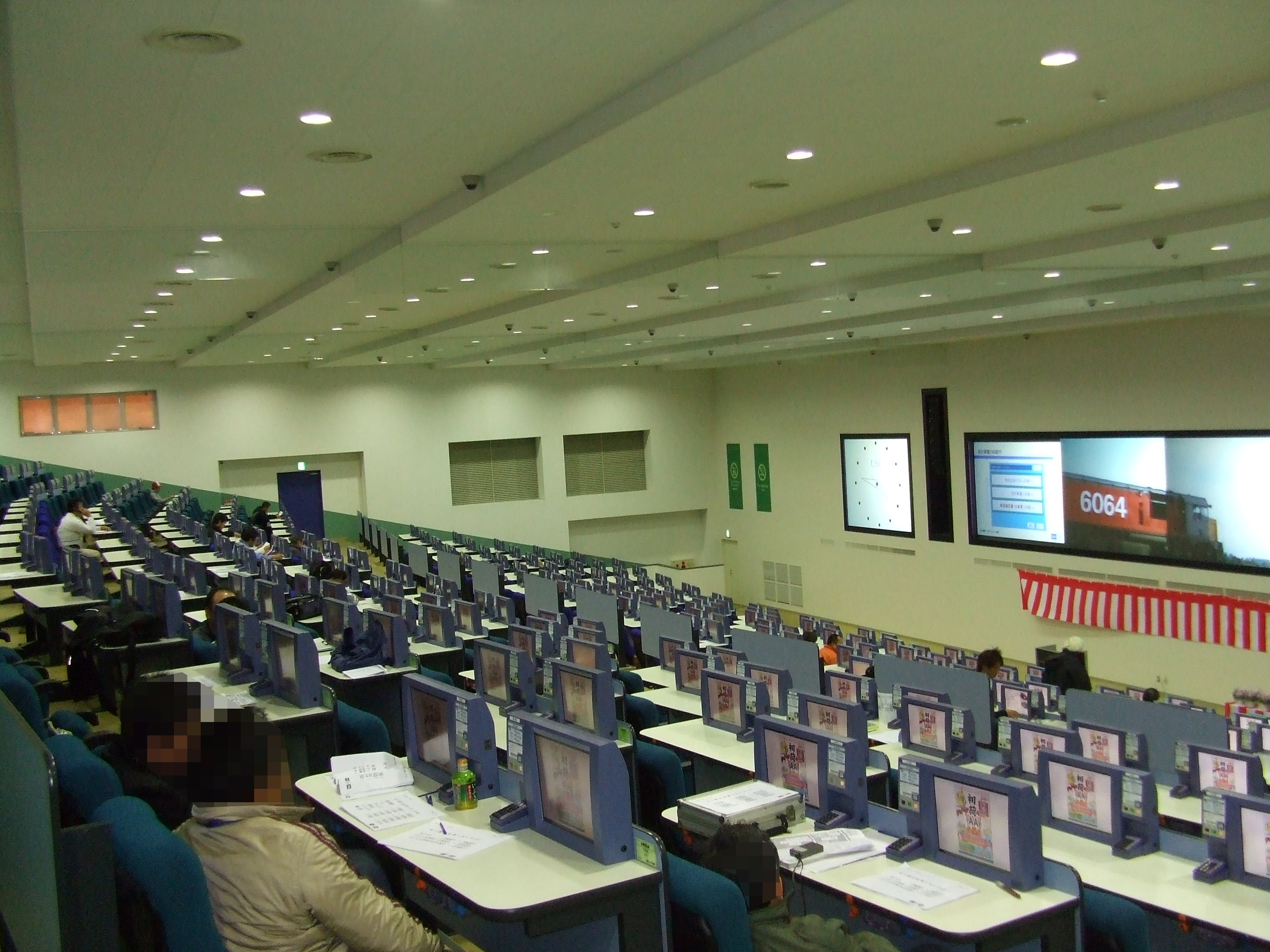
日本のオートオークション会場（USS流通会場）。
セリは4レーン。入札席には検索端末や商談機能などが付いた「G-AISシステム」が導入されている。

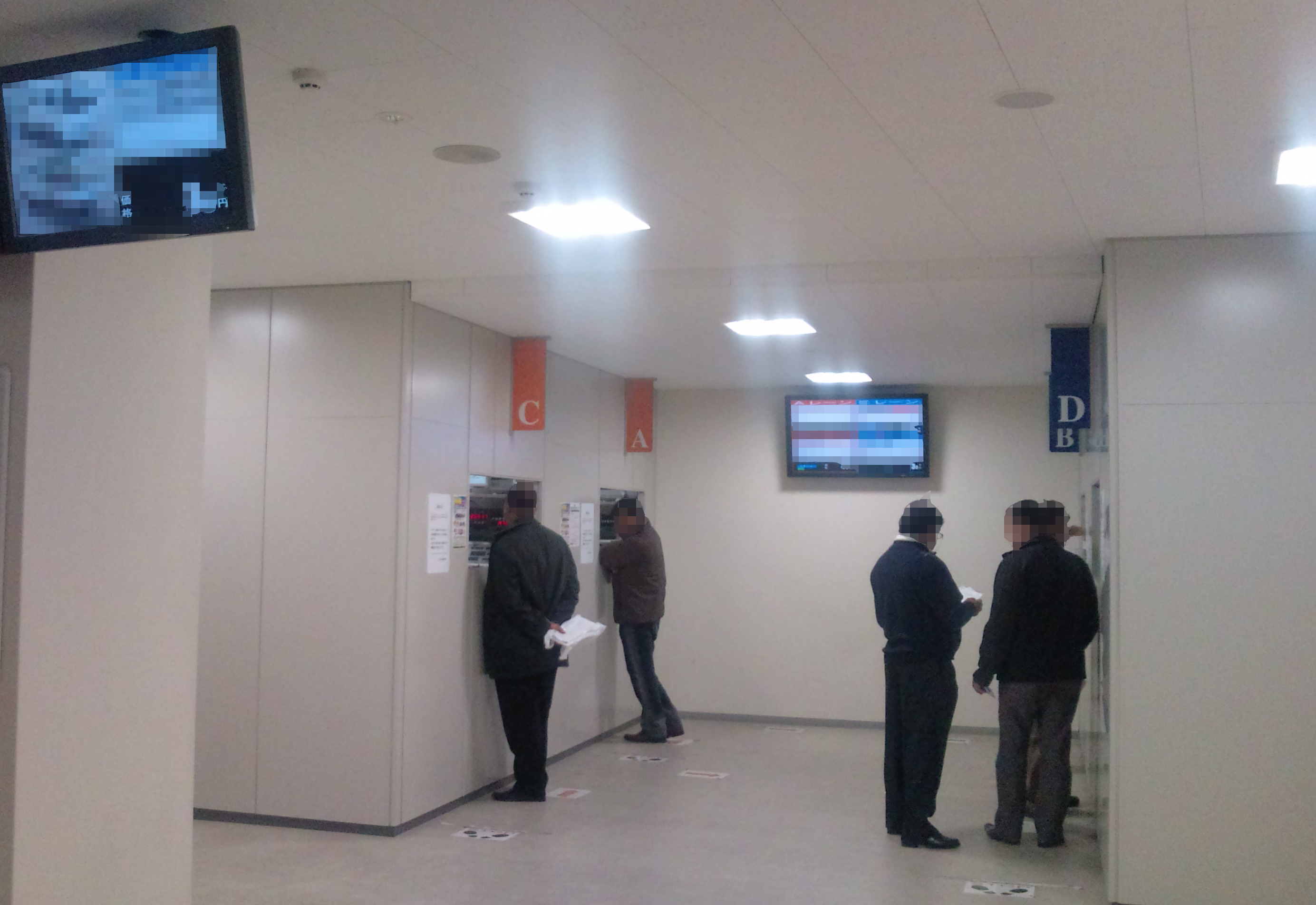
現在のオートオークションの価格調整室。
各レーンによって区分けされ、自分の出品する車両の番号で担当レーン前に行き、コンダクターに価格や売却の意思表示をする。

オートオークション（Autoauction）とは、自動車の販売及び買取を業とする者が、商いのために自動車を売買する、会員制の自動車競り市場である。

## 概要
日本におけるオートオークション会場は、各都道府県の管轄する警察署公安委員会認可の古物市場である。市場加入条件は古物商許可が「行商を行う」となっている古物許可証を有する自動車商であることが最低限の条件とされ、加入店の設立状況や業績、展示場の有無や販売台数、中販連加入状況、他オークション加入状況等などを審査の上、審査に合格した者だけが会員となり、初めてオートオークションでの商いが可能になる。

## 歴史

### 黎明期

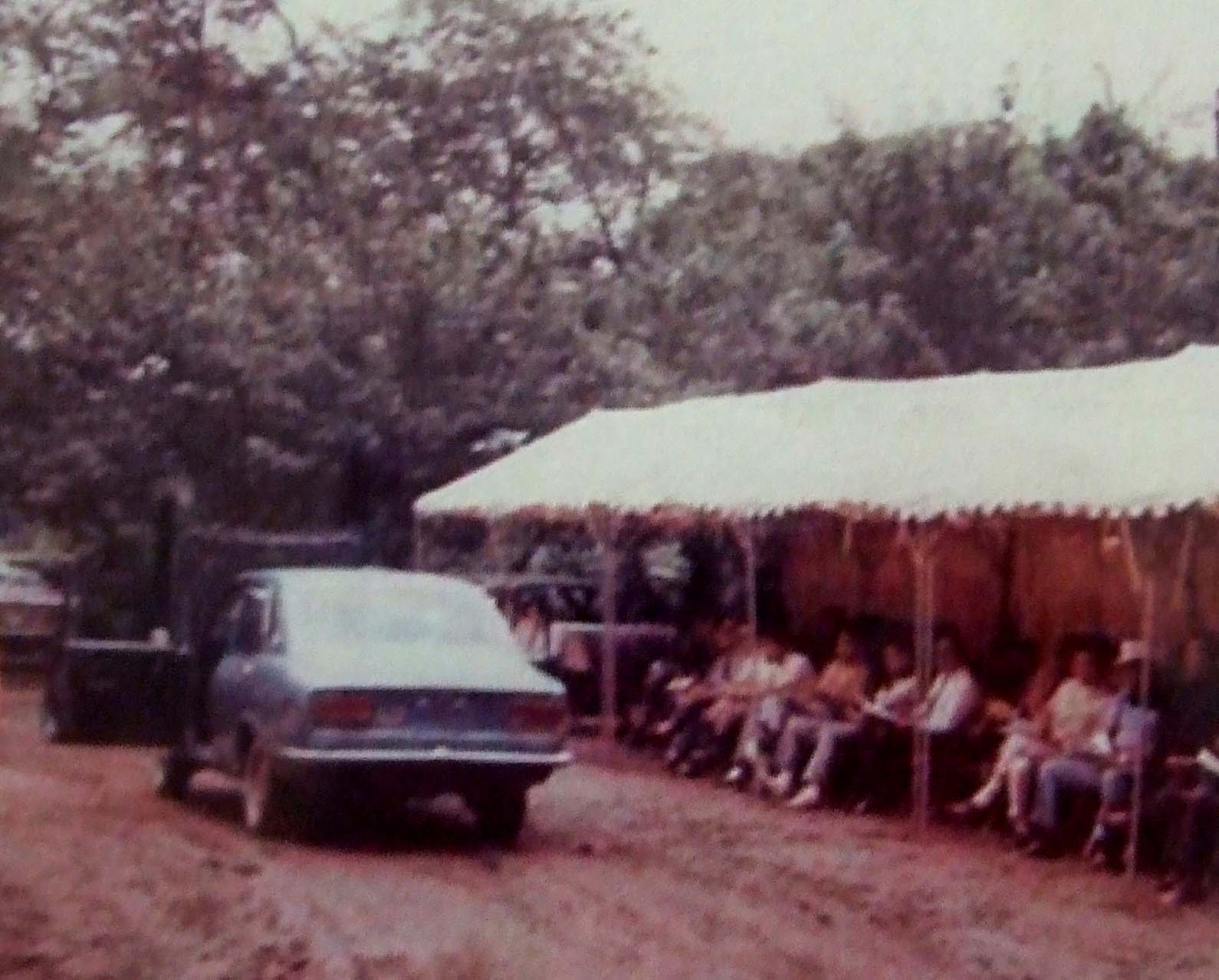
中古車オークション黎明期のTAA二子玉川園での競りの様子。
出品車両を会場内で引き回し、挙手方式で競りに参加する。

日本での中古車オークションの起源は、トヨタ中古自動車販売株式会社（現：トヨタユーゼック）が1967年（昭和42年）に開催した「第一回トヨタ中古車オークション」とされる。
中古車オークションが開催されるようになった背景には、高度経済成長に伴うモータリゼーションの進展があり、新車販売の副産物としての下取り車両の増加や、店頭過剰在庫車両などを市場流通する目的で、メーカー系自動車販売業者が出品者、中古車販売業者が落札者になる形で、手競り方式でのオークションが始まった。

### 常設会場の出現
オートオークションの黎明期には常設のオークション会場などなく、中古車販売店やディーラーなどが自社の空き地やデパートなどの駐車場を借りて、懇意ある販売店仲間などと共同で出品車両を集め、不定期な開催でオークションが執り行われていた。
オートオークションは以前よりメーカー系オークションなどとして開催されてはいたが、加盟会員は落札のみ可能で出品はできなかったため、一般の中古車販売店などは下取り車両や不良在庫などはオークション以外の方法で処理するしかなかった。それに対して中古車販売店の間で不満の声が高まっていた。
そして1971年、常設オークション開催を願う中古車販売店の有志の共同出資により日本オートオークション協会が発足。同協会はジェイ・エー・エーの母体となった。そして東京都墨田区押上に日本で初となる常設型オートオークションが誕生した。

### 手競りからPOSシステム導入へ

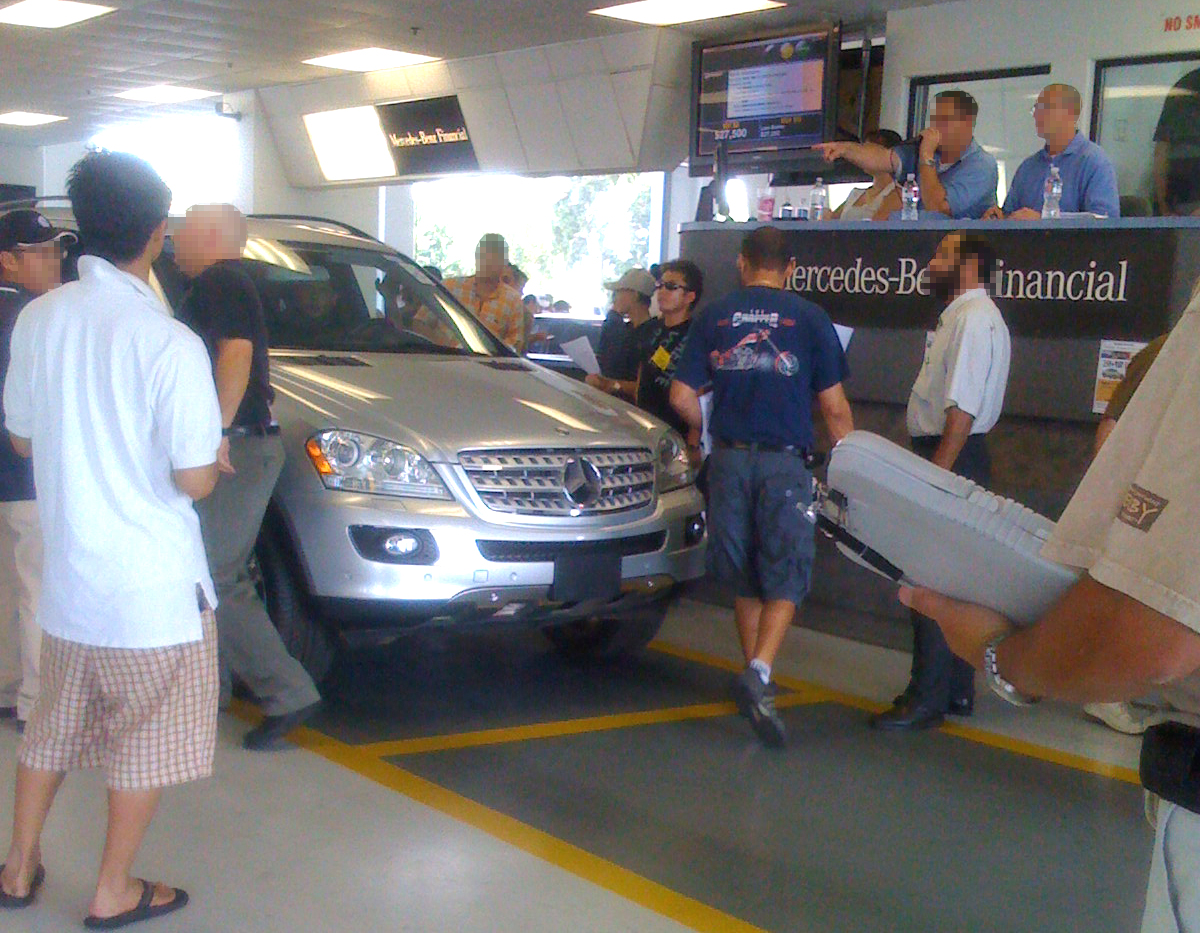
アメリカのマインハイムオートオークションの様子。
手競り方式で購入希望者は車両の周囲に集まり挙手をする。右側上段の指示をしているのがオークショニア、写真左側の黒いシャツ者が入札者の確認を行うコンダクター。

オークション黎明期から1980年代前半まで、競りは人の手によるいわゆる「手競り」が主流で、オークションの競りを取り仕切る競師「オークショニア」はかつて、オートオークションの花形と言われる仕事であった。オークショニアには競りにおいての決断力、交渉力、滑舌の良さ、進行のテンポの把握や体力などの資質が求められ、その能力がオークションの成約率に直結した。そのため「名オークショニア」ともなれば、オートオークション会場でも大変重要なポストに就いていた。
だが時代とともにオートオークションにも機械化の波が訪れ、コンピューターによるPOSシステムの入札機が登場する。一般会員から「牛の競りは機械で行われている」と聞いたジェイ・エー・エーの幹部らが、実際に牛の競りを視察したところ、機械競りの様子を目の当たりにした幹部達は驚愕し、その帰りに機械競りの導入を決定したという。
それには人間が行う手競りならではの問題が背景にあった。出品台数の増加に対して、オークショニアの競りの処理能力にも限界が見え始め、競り開始から終了まで時間がかかり夜遅くなることや、疲労により入札コールを聞き逃し、安値で成約してしまったり流してしまう（流札）ことなどが起き、競りの乱れとなって現れるようになった。また入札側にとっても、入札する販売店が来場者の顔で分かるため、同業他社との軋轢が生じたり、欲しい車が知り合いの業者と競合して手を挙げにくく入札できないなどの問題があった。また本来は公平中立の立場であるべきオークショニアが、顔馴染みの業者に競りで便宜を図ると思われたり、気に入らない出品店の車はすぐ流札にするなどの噂も流れ、以前に比べて手競りの信頼性が下がっていた。
1978年（昭和53年）9月、ジェイ・エー・エーは富士通機電とシステムを共同開発し、日本初のPOSシステムによるオートオークションの競りを開始した。しかし初期のシステムは牛の機械競りのシステムを参考としたため、現在の競りの様にコンダクター（調整員）が常駐するわけではなく、入札者と出品者双方が入札ボタンを持って対峙するといった方式だった。この方式が出品者の焦りを生み「安く売られてしまう」との気持ちから、出品者のサクラ入札による不正な価格吊り上げ行為が横行した。そのためPOSシステムによる競りへの信頼性が下がり、入札者のジェイ・エー・エー離れが起きて成約率が下がり、出品台数は以前の半分程度まで落ち込んだ。そのため手競りへの回帰を求める声も上がった。
こうした弊害を克服すべくシステムの改良を重ねた結果、1982年（昭和57年）には現代とほぼ同じ形態となり、出品者が価格調整室のコンダクターに売価を申告する方式が採用された。POSシステムによる競りは次第に信頼を得て、以降は各地のオートオークション会場でPOSシステムの競り機導入が進んだ。かつての花形であったオークショニアの地位は衰退したものの、POSシステムが導入できない常設会場以外でのオークションや、出品数の少ないオークションなどで生き残り、今日でも見ることができる。

### 画像出品の出現
1985年（昭和60年）には株式会社オークネットが世界に先駆け、オークション会場に車両を持ち込まず、出品車両のデータや画像を集め、専用端末でオートオークションを開催する「中古車TVオークション」を日本で初めて開催した。これは店舗の在庫車両を、店頭に置きながら画像出品の形で出品できるという新たな出品形態であった。以降は同業他社も同様の形態で追従していく。
この出品形態のメリットは、商品車両を店頭に置いたままオークション出品できるため、一般ユーザー販売と業者販売の2系統の販売経路ができる（JAANET・USS-JAPANなど）。また画像出品のメリットとして、店舗において出品車両の価格調整が可能な点がある。 
出品方法はオークションの車両検査員が店舗に出向き、車両の修復歴の有無などを検品して、車両情報をデータ化、会員番号プレートと車両画像を撮影したリバーサルフィルムをオークネットに送り、オークネットが出品番号を振り分け、オークション開催日に専用端末で競りを行うものである。

### 車両引き回しから映像化へ

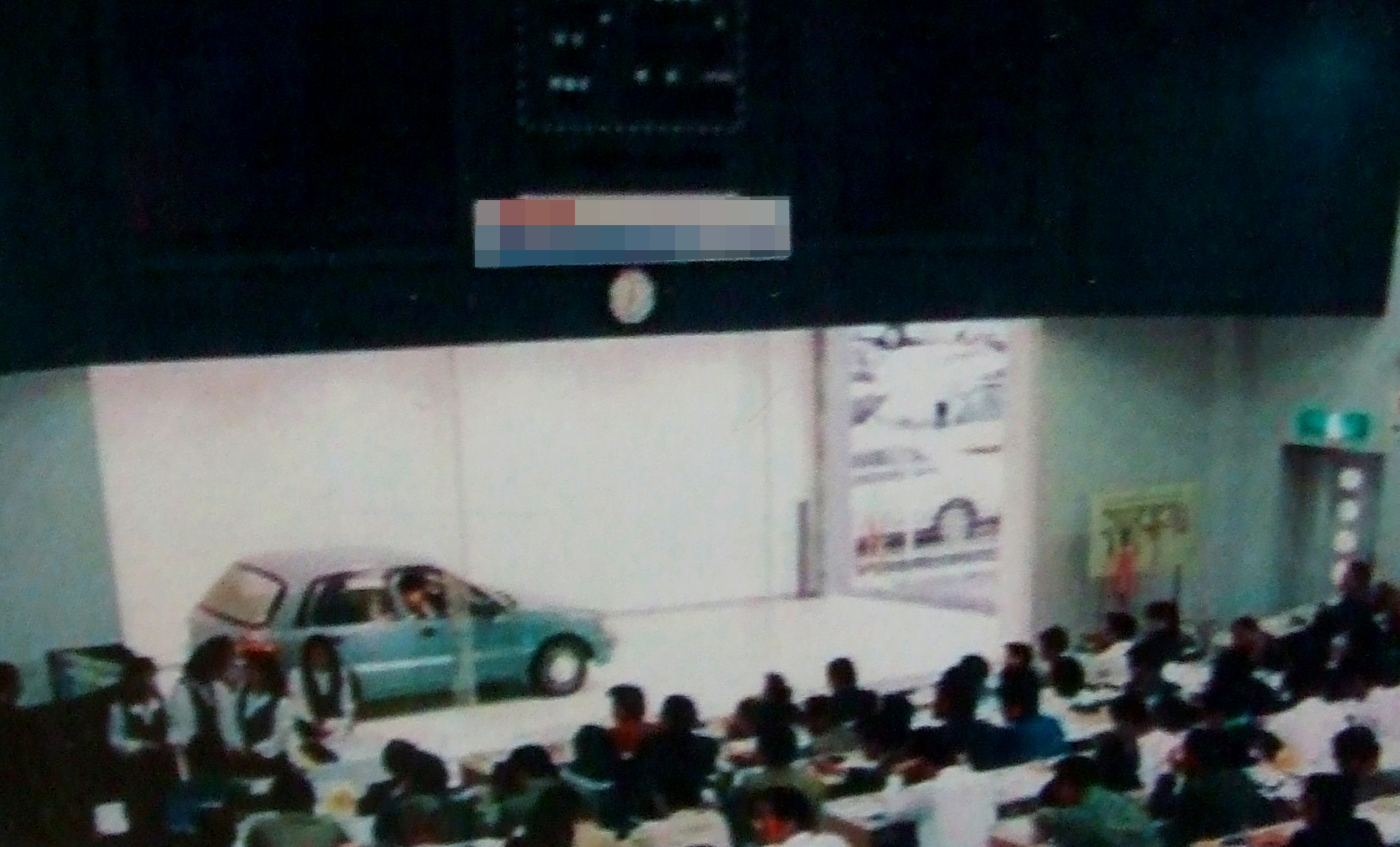
1990年代と思われるTAA近畿会場。
車両引き回しでの競りが行われており、手競りではなくPOS入札機が使用されている。

かつてのオークション会場での競りは、出品車両を入札席の前を横切るよう動かす「車両引き回し方式」で行っていた。そのため車両の動きや排気ガスの状態や色などを実際に見て確認できたが、ガス欠や不動車など車両に問題が発生した場合、会場の車両引き回し要員が不動車を押すなどして競りの進行が妨げられるという問題があった。また加盟会員の増加によりオークション来場者が入札席を上回る事態も発生し入札席の増築が急務とされたが、車両引き回しのスペース確保のため入札席が増築できない会場もあった。
そこで車両引き回しで実際に走行しているレーンの様子をビデオカメラで撮影し、離れた会場でスクリーン放映する方式が、CAA中部会場で初めて行われるようになった。入札席不足の問題、ガス欠車両の問題、会場内引き回しでの車両同士の接触や事故の問題などあったが、デジタルカメラのなどの光学機器の進歩によって、事前に出品車両の画像を撮影し、競り時にその映像を入札席にあるスクリーンに映し出す映像化方式が主流となり、現車引き回し方式は次第に衰退していく。オークション会場によっては、現在でも車両引き回しを行っていた遺構や名残を見ることができる。
また各オークション会場では、加盟会員数の増加に伴い出品台数も増え、会場の処理能力を超えて多くの車両が出品されるようになり、これも競りの時間を長引かせることとなった。そのため効率を上げるべくレーン数を増やし、会場の処理能力を向上させていった。日本国内で最多レーンを誇るのは、業界最大手であるユー・エス・エスの東京会場および名古屋会場の12レーンである。

## 日本の主な関連企業・団体
- 日本オートオークション協議会
- 日本中古自動車販売協会連合会
- ユー・エス・エス - 業界最大手
- オークネット - メーカー系ネットオークションを統括